# Campeonato Mundial de Esquí Nórdico de 2015
El LI Campeonato Mundial de Esquí Nórdico se celebró en la localidad de Falun (Suecia) entre el 18 de febrero y el 1 de marzo de 2015 bajo la organización de la Federación Internacional de Esquí (FIS) y la Federación Sueca de Esquí.

## Esquí de fondo

### Masculino
| Evento                          | Oro                                                                                      | Plata                                                                                       | Bronce                                                                                     |
| ------------------------------- | ---------------------------------------------------------------------------------------- | ------------------------------------------------------------------------------------------- | ------------------------------------------------------------------------------------------ |
| Velocidad individual EC (19.02) | Petter Northug · Noruega · 3:02,35                                                       | Alex Harvey · Canadá · 3:02,40                                                              | Ola Vigen Hattestad · Noruega · 3:02,70                                                    |
| Velocidad por equipo EL (22.02) | Noruega · Finn Hågen Krogh · Petter Northug · 15:32,89                                   | Rusia · Alexei Petujov · Nikita Kriukov · 15:38,53                                          | Italia · Dietmar Nöckler · Federico Pellegrino · 15:38,62                                  |
| 15 km EL (25.02)                | Johan Olsson · Suecia · 35:01,6                                                          | Maurice Manificat Francia 35:19,4                                                           | Anders Gløersen · Noruega · 35:20,8                                                        |
| 30 km persecución EM (21.02)    | Maxim Vylegzhanin · Rusia · 1:16:25,9                                                    | Dario Cologna · Suiza · 1:16:26,3                                                           | Alex Harvey · Canadá · 1:16:27,5                                                           |
| 50 km EC (01.03)                | Petter Northug · Noruega · 2:26:02,1                                                     | Lukáš Bauer · República Checa · 2:26:03,8                                                   | Johan Olsson · Suecia · 2:26:04,1                                                          |
| Relevo 4 × 10 km (27.02)        | Noruega · Niklas Dyrhaug · Didrik Tønseth · Anders Gløersen · Petter Northug · 1:34:18,5 | Suecia · Daniel Richardsson · Johan Olsson · Marcus Hellner · Calle Halfvarsson · 1:34:19,1 | Francia Jean-Marc Gaillard Maurice Manificat Robin Duvillard Adrien Backscheider 1:34:27,4 |

### Femenino
| Evento                          | Oro                                                                               | Plata                                                                               | Bronce                                                                                                 |
| ------------------------------- | --------------------------------------------------------------------------------- | ----------------------------------------------------------------------------------- | --- |
| Velocidad individual EC (19.02) | Marit Bjørgen · Noruega · 3:26,63                                                 | Stina Nilsson · Suecia · 3:27,05                                                    | Maiken Caspersen Falla · Noruega · 3:27,62                                                             |
| Velocidad por equipo EL (22.02) | Noruega · Ingvild Flugstad Østberg · Maiken Caspersen Falla · 14:29,57            | Suecia · Ida Ingemarsdotter · Stina Nilsson · 14:37,74                              | Polonia · Justyna Kowalczyk · Sylwia Jaśkowiec · 14:38,05                                              |
| 10 km EL (24.02)                | Charlotte Kalla · Suecia · 25:08,8                                                | Jessica Diggins Estados Unidos 25:41,8                                              | Caitlin Gregg Estados Unidos 25:55,7                                                                   |
| 15 km persecución EM (21.02)    | Therese Johaug · Noruega · 40:57,6                                                | Astrid Jacobsen · Noruega · 41:03,3                                                 | Charlotte Kalla · Suecia · 41:03,6                                                                     |
| 30 km EC (28.02)                | Therese Johaug · Noruega · 1:24:47,0                                              | Marit Bjørgen · Noruega · 1:25:39,3                                                 | Charlotte Kalla · Suecia · 1:26:18,6                                                                   |
| Relevo 4 × 5 km (26.02)         | Noruega · Heidi Weng · Therese Johaug · Astrid Jacobsen · Marit Bjørgen · 49:04,7 | Suecia · Sofia Bleckur · Charlotte Kalla · Maria Rydqvist · Stina Nilsson · 49:33,9 | Finlandia · Aino-Kaisa Saarinen · Kerttu Niskanen · Riitta-Liisa Roponen · Krista Pärmäkoski · 49:35,6 |

## Salto en esquí

### Masculino
| Evento                              | Oro                                                                              | Plata                                                                                       | Bronce                                                                    |
| ----------------------------------- | -------------------------------------------------------------------------------- | ------------------------------------------------------------------------------------------- | ------------------------------------------------------------------------- |
| Trampolín normal individual (21.02) | Rune Velta · Noruega · 252,7 pts.                                                | Severin Freund · Alemania · 252,3 pts.                                                      | Stefan Kraft · Austria · 248,3 pts.                                       |
| Trampolín grande individual (26.02) | Severin Freund · Alemania · 268,7                                                | Gregor Schlierenzauer · Austria · 246,4                                                     | Rune Velta · Noruega · 242,9                                              |
| Trampolín grande por equipo (28.02) | Noruega · Anders Bardal · Anders Jacobsen · Anders Fannemel · Rune Velta · 872,6 | Austria · Stefan Kraft · Michael Hayböck · Manuel Poppinger · Gregor Schlierenzauer · 853,2 | Polonia · Piotr Żyła · Klemens Murańka · Jan Ziobro · Kamil Stoch · 848,1 |

### Femenino
| Evento                              | Oro                                 | Plata                     | Bronce                                        |
| ----------------------------------- | ----------------------------------- | ------------------------- | --------------------------------------------- |
| Trampolín normal individual (20.02) | Carina Vogt · Alemania · 236,9 pts. | Yuki Ito Japón 235,1 pts. | Daniela Iraschko-Stolz · Austria · 233,8 pts. |

### Mixto
| Evento                              | Oro                                                                                        | Plata                                                                        | Bronce                                                               |
| ----------------------------------- | ------------------------------------------------------------------------------------------ | ---------------------------------------------------------------------------- | -------------------------------------------------------------------- |
| Trampolín normal por equipo (22.02) | Alemania · Carina Vogt · Richard Freitag · Katharina Althaus · Severin Freund · 917,9 pts. | Noruega · Line Jahr · Anders Bardal · Maren Lundby · Rune Velta · 915,6 pts. | Japón Sara Takanashi Noriaki Kasai Yuki Ito Taku Takeuchi 888,3 pts. |

## Combinada nórdica
| Evento                           | Oro                                                                                 | Plata                                                                                | Bronce                                                                               |
| -------------------------------- | ----------------------------------------------------------------------------------- | ------------------------------------------------------------------------------------ | ------------------------------------------------------------------------------------ |
| TN + 10 km individual (20.02)    | Johannes Rydzek · Alemania · 26:38,9                                                | Alessandro Pittin · Italia · 26:40,2                                                 | Jason Lamy-Chappuis Francia 26:43,9                                                  |
| TG + 10 km individual (26.02)    | Bernhard Gruber · Austria · 22:45,8                                                 | François Braud Francia 22:57,7                                                       | Johannes Rydzek · Alemania · 23:00,7                                                 |
| TN + 4 × 5 km por equipo (22.02) | Alemania · Tino Edelmann · Eric Frenzel · Fabian Rießle · Johannes Rydzek · 44:20,7 | Noruega · Magnus Moan · Håvard Klemetsen · Mikko Kokslien · Jørgen Graabak · 44:43,8 | Francia François Braud Maxime Laheurte Sébastien Lacroix Jason Lamy-Chappuis 45:00,3 |
| TG + 2 × 7,5 km (28.02)          | Francia François Braud Jason Lamy-Chappuis 38:31,6                                  | Alemania · Johannes Rydzek · Eric Frenzel · 38:33,3                                  | Noruega · Magnus Moan · Håvard Klemetsen · 38:51,0                                   |

## Medallero
| Núm. | País            | Oro | Plata | Bronce | Total |
| ---- | --------------- | --- | ----- | ------ | ----- |
| 1    | Noruega         | 11  | 4     | 5      | 20    |
| 2    | Alemania        | 5   | 2     | 1      | 8     |
| 3    | Suecia          | 2   | 4     | 3      | 9     |
| 4    | Francia         | 1   | 2     | 3      | 6     |
| 5    | Austria         | 1   | 2     | 2      | 5     |
| 6    | Rusia           | 1   | 1     | 0      | 2     |
| 7    | Canadá          | 0   | 1     | 1      | 2     |
| 7    | Estados Unidos  | 0   | 1     | 1      | 2     |
| 7    | Italia          | 0   | 1     | 1      | 2     |
| 7    | Japón           | 0   | 1     | 1      | 2     |
| 11   | República Checa | 0   | 1     | 0      | 1     |
| 11   | Suiza           | 0   | 1     | 0      | 1     |
| 13   | Polonia         | 0   | 0     | 2      | 2     |
| 14   | Finlandia       | 0   | 0     | 1      | 1     |
|      | TOTAL           | 21  | 21    | 21     | 63    |